# Sakura (Tochigi)
Sakura (jap. さくら市 Sakura-shi) ist eine Stadt in der Präfektur Tochigi in Japan.

## Geographie
Sakura liegt nordöstlich Utsunomiya.

## Geschichte
Die Stadt Sakura wurde am 28. März 2005 aus den ehemaligen Machi Kitsuregawa (喜連川町, -machi) und Ujiie (氏家町, -machi) gegründet.

## Verkehr
- Straße:
  - Nationalstraße 4
  - Nationalstraße 293
- Zug:
  - JR Utsunomiya-Linie, nach Ueno oder Aomori

## Weblinks

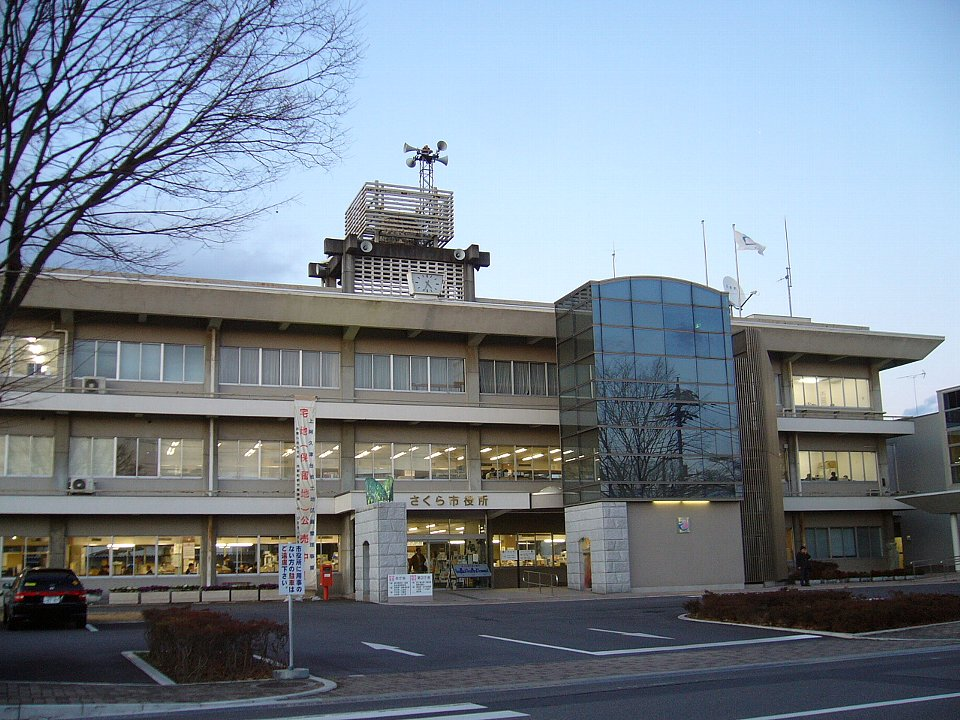
Rathaus von Sakura

## Angrenzende Städte und Gemeinden
- Utsunomiya
- Yaita
- Ōtawara
- Nasukarasuyama
- Shioya
- Takanezawa
- Nakagawa